# Реано
Реа̀но (на италиански: Reano; на пиемонтски: Rajan, Раян) е село и община в Метрополен град Торино, регион Пиемонт, Северна Италия. Разположено е на 470 m надморска височина. Към 1 януари 2020 г. населението на общината е 1776 души, от които 70 са чужди граждани.